# Кусков, Вячеслав Петрович
Вячеслав Петрович Кусков (14.11.1926, город Белорецк, Башкирская АССР — 08.12.1994, Кронштадт) — советский краевед, ветеран Вооружённых Сил СССР (1944—1977). Военный моряк (Севастополь, Камчатка, Кронштадт). Кандидат географических наук (1971). Известен как автор статей и книг по истории, географии Камчатки: «Краткий топонимический словарь Камчатской области» (1967) и «Камчатские были» (1970).

## Биография
Родом из города металлургов Белорецка на Южном Урале.
В городской школе проучился с 1934 по 1942 годы. По завершении 8 классов в 1942—1943 годах работал слесарем по ремонту станков и оборудования на станкостроительном заводе города Белорецка. В октябре 1943 года поступил в Белорецкий металлургический техникум, успев закончить на «отлично» первый семестр. В феврале 1944-го добровольцем ушёл в армию. Место призыва: Белорецкий ГВК, Башкирская АССР, г. Белорецк. Дата призыва 17.02.1944; 18.02.1944. Воинское звание капитан-лейтенант; ст. лейтенант; капитан 2 ранга. Был зачислен курсантом в Военно-морское авиационное училище им. С. А. Леваневского в г. Николаеве, готовившее лётный состав всех специальностей для минно-торпедной и бомбардировочной авиации (ЦВМА. Ф. 507. Оп. 034140. Д. 213., л. 7). В ноябре 1946 г. курсанта В. П. Кускова перевели в 4-е военно-морское авиационное училище в г. Феодосию. В 1947 году училище расформировали. Кусков пишет рапорт на имя командира роты училища: «Прошу вашего ходатайства перед вышестоящим командованием о зачислении меня в Высшее военно-морское училище. Я желаю продолжить военно-морское образование и стать офицером ВМС» (Ф. 874. Оп. 8519. Д. 1989, л. 11). В марте 1947 года Кускова зачислили в Каспийское высшее военно-морское училище в г. Баку. Его закончил в сентябре 1950 г. в числе лучших выпускников. Из аттестации на курсанта-выпускника В. Кускова: «Академическая успеваемость отличная. Целесообразно использовать по штурманской специальности на кораблях I и II ранга. Достоин присвоения воинского звания лейтенант».
В 1950—1959 годах служил на Черноморском флоте. Жил в городе Севастополе. Сперва служил на гвардейском крейсере «Красный Крым» командиром электронавигационной группы штурманской боевой части. В марте 1952 года назначен командиром штурманской боевой части на строящийся эскадренный миноносец «Безукоризненный» в г. Николаеве, затем служит на крейсере «Адмирал Нахимов».
В мае 1958 года уходит из плавсостава и назначается военным цензором военной цензуры штаба Черноморского флота. В августе 1959 г. получает назначение в штаб Камчатской военной флотилии на должность старшего военного цензора.
В 1959—1967 годах проходил службу на Камчатке.
Здесь, пишет исследовательница Л. А.Барканова, «три человека <командующий Камчатской флотилией Герой Советского Союза Григорий Иванович Щедрин и краеведы Валерий Иванович Воскобойников и Владимир Николаевич Виноградов> окажут влияние на дальнейшую судьбу Вячеслава Петровича, благодаря им заинтересуется историей, географией, топонимикой Камчатки».
На Камчатке военный цензор занимался историей полуострова Камчатка XVIII—XIX веков.
В 1962—1966 гг. в газете Камчатской флотилии «Тихоокеанская вахта» В. П. Кусков публикует свои статьи, связанные с историей Камчатки и г. Петропавловска-Камчатского.
С 1963 года по 1967 год заместитель председателя Камчатского отдела Географического общества СССР. Камчатским отделом издавались популярные брошюры, тематические сборники и отдельные книги, велась активная пропаганда географических и исторических знаний среди населения.
С 1967 года служил на Балтийском флоте и жил в Кронштадте. Возглавлял Кронштадтский отдел Географического общества СССР.
В 1971 г. В. П. Кусковым подготовлена диссертация по исследованию топонимики Камчатского полуострова, представленная на соискание учёной степени кандидата географических наук.
Дата окончания службы: 22.04.1977
С августа 1979 г. по июнь 1989 г. преподаватель основ судовождения и морской практики в 42-й школе специалистов рядового плавсостава Военно-Морского Флота (42-й мореходной школе ВМФ) в Кронштадте.
Умер 8 декабря 1994 года в Кронштадте.
Похоронен в Кронштадте.

## Награды
Награждён орденом Красной Звезды, восемью медалями, в том числе «За победу над Германией в Великой Отечественной войне 1941—1945 гг.»
(6.11.1948), «За боевые заслуги» (03.11.1953), «ХХХ лет Советской Армии и Флота».